# Беди, Кабир
Кабир Беди (англ. Kabir Bedi, хинди कबीर बेदी, род. 16 января 1946 года, Пенджаб, Индия) — индийский киноактёр и телеведущий. Один из первых актёров Болливуда, который работал в Голливуде и стал известным в Европе.

## Биография
Родился в семье, где помимо него было ещё два ребенка. Родители Кабира посвятили себя активной политической борьбе за независимость Индии от английских колонизаторов. Отцом Кабира был Баба Пьярелал Беди — выпускник Оксфорда, известный так же как Баба Беди XVI, всемирно известный духовный учитель. Род Беди прямо восходил к Гуру Нанаку, основателю религии сикхов. Мать Фреда Беди, родившаяся в Дербишире, была ярой приверженкой буддизма. Кабир учился в одной из престижных местных школ, а после — поступил в Шервудский колледж в Найнитале. Вскоре Кабир переехал в Дели и поступил в университет Св. Стефана, чтобы изучать историю. После окончания университета Кабир переселился в Бомбее.

## Карьера
В Бомбее Кабира пригласили сняться в рекламе табака «Will». Рекламный ролик показывали в кинотеатрах между сеансами. Тогда его заметил  театральный режиссёр и пригласил работать в театр. В театре он исполнял самые разные роли — начиная от шекспировского Отелло, императора, алкоголика и заканчивая великолепными злодеями. В 1971 году Кабир Беди получает роль в постановке пьесы «Thuglaq». Пьеса имеет оглушающий успех собирает полные залы, а внимание зрителей привлекает красавец в набедренной повязке. Однажды спектакль посетил режиссёр и продюсер О. П. Ралхан, который привёл Кабира на съемочную площадку и дал ему роль в картине «Переполох».
В 1976 году Кабир получил приглашение от итальянского режиссёра Серджо Соллима на роль малайского пирата Сандокана в мини-сериале «Сандокан – Тигр семи морей». Телефильм имел успех в Европе, странах Дальнего Востока, а также в Африке и Южной Америке. В 1977 году актёр снова сыграл Сандокана в фильме «Тигр ещё жив: Сандокан возвращается!», а в 1996 году — в мини-сериале Энцо Кастеллари «Возвращение Сандокана».
В 1983 году Беди сыграл злодея Гобинда в фильме о Джеймсе Бонде «Осьминожка», что сделало его известным в Америке. Затем он снимался в американских телесериалах «Династия», «Она написала убийство», «Частный детектив Магнум», «Рыцарь дорог», «Горец», итальянском сериале «Принц пустыни» (Il principe del deserto) 1991 года и многих других.
В 1988 году актёр снялся в паре с Рекхой в фильме «Жажда мести», ремейке австралийского мини-сериала «Возвращение в Эдем». В 1994 году он появился в американской дневной телевизионной мыльной опере «Дерзкие и красивые». В последние годы снимался преимущественно в Индии, где среди его ролей следует отметить костюмно-приключенческий фильм «Дочь Махараджи» (1994), костюмированную мелодраму «Тадж-Махал: Вечная история любви» (2005) и историческую картину «Мохенджо-Даро» (2016).

## Личная жизнь
Актёр был долгое время влюблен в индийскую актрису Парвин Баби. Парвин следовала за ним повсюду и даже жила в Италии. Но отношения между актерами не сложились, и они расстались друзьями.
Кабир Беди был женат четыре раза и имеет троих детей. В первом браке с Протимой Беди у родились дочь и сын — Пуджа Беди (род. 1970) и Сиддхарт Беди (1971—1997), страдавший шизофренией и в итоге совершивший самоубийство. Протима Беди оказалась среди 202 погибших в результате трагического оползня, произошедшего в августе 1998 года в штате Уттар-Прадеш.
Вскоре после развода с Протимой он женится на британской модели Сьюзен Хамфрис, которая родила ему сына Адама Беди. Этот брак также продлился недолго. Адам стал моделью и сделал первые шаги в кино, сыграв в фильмах «Экспедиция в Гималаи» и Hello? Kaun Hai!.
В 1992—2005 годах актёр был женат на теле- и радиоведущей Никки Виджайкар.
15 января 2016 года за день до своего 70-летнего юбилея Кабир женился на Парвин Дусандж (род. 1975), с которой встречался некоторое время.
Его внучка Аалия в 2021 году получила премию Filmfare Award за лучшую дебютную женскую роль.

## Награды и достижения
Указом Президента Итальянской Республики 2 июня 2010 года Кабир Беди награждён Орденом «За заслуги перед Итальянской Республикой».
С 1982 года Кабир является членом Американской Академии Искусств и номинирует достойных на премию «Оскар».

## Фильмография
| Год       |   | Русское название                     | Оригинальное название                                 | Роль                        |
| --------- | - | ------------------------------------ | ----------------------------------------------------- | --------------------------- |
| 1971      | с | Главный госпиталь                    | General Hospital                                      | лорд Рамм                   |
| 1971      | с | Одна жизнь, чтобы жить               | One Life to Live                                      | Карлос Демитрий             |
| 1971      | ф | Переполох                            | Hulchul                                               | Махеш Джетле                |
| 1972      | ф | Сутенер                              | Rakhi Aur Hathkadi                                    | Сурадж                      |
| 1973      | ф | Сводные братья                       | Kachche Dhaage                                        | Рупа / Пандит Тулширам      |
| 1974      | ф | Мелодия любви                        | Ishk Ishk Ishk                                        | Диван                       |
| 1976      | ф | Кобра                                | Nagin                                                 | Удай                        |
| 1976      | с | Сандокан — Тигр семи морей           | Sandokan                                              | Сандокан                    |
| 1976      | ф | Черный корсар                        | Il corsaro nero (итал.)                               | Корсар Неро                 |
| 1977      | ф | Тигр ещё жив: Сандокан возвращается! | La tigre è ancora viva: Sandokan alla riscossa!       | Сандокан                    |
| 1978      | ф | Багдадский вор                       | The Thief of Baghdad                                  | принц Тадж                  |
| 1979      | ф | Ашанти                               | Ashanti                                               | Малик                       |
| 1979      | ф | Последняя клятва                     | Aakhri Kasam                                          | Кишан                       |
| 1980      | с | Частный детектив Магнум              | Magnum, P.I.                                          | Малкольм                    |
| 1981      | с | Династия                             | Dynasty                                               | Фарук Ахмед                 |
| 1982      | с | Рыцарь дорог                         | Knight Rider                                          | Васкун                      |
| 1982      | ф | Возлюбленная Сатаны                  | Satan's Mistress                                      | Спирит                      |
| 1982      | ф | Сорок дней Муса-Дага                 | 40 Days of Musa Dagh                                  | Габриэль Баградиян          |
| 1983      | ф | Осьминожка                           | Octopussy                                             | Гобинда                     |
| 1988      | ф | Жажда мести                          | Khoon Bhari Maang                                     | Санджей Варма               |
| 1991      | ф | Принц пустыни                        | Il principe del deserto (итал.)                       | Маулет Бени-Заир            |
| 1991      | ф | Любимая                              | Kurbaan                                               | инспектор Сурадж Сингх      |
| 1991      | ф | Правосудие бессильно                 | Beyond Justice                                        | Маулет                      |
| 1991      | ф | Тайны тёмных джунглей                | I misteri della giungla nera                          | Каммаури                    |
| 1992      | с | Горец                                | Highlander                                            | Камир                       |
| 1992      | ф | Величие любви                        | Yalgaar                                               | Радж Прaтап Сингх           |
| 1992      | ф | Танцовщица кабаре                    | Dil Aashna Hai                                        | Рай Бахадур Дагвиджар Сингх |
| 1993      | ф | Оруженосец                           | Kshatriya                                             | Тхакур Ганджа Сингх         |
| 1993      | ф | Спаситель                            | Yugandhar                                             | Кол Канир                   |
| 1994      | ф | Схватка со львами                    | Lie Down With Lions                                   | Кабир                       |
| 1994      | ф | Дочь Махараджи                       | The Maharaja's Daughter                               | Чхандрагупта                |
| 1994-1995 | с | Дерзкие и красивые                   | The Bold and the Beautiful                            | принц Омар Рашид Мухамед    |
| 1995      | ф | Оперативный центр                    | Tom Clancy's Op Center                                | Абдул                       |
| 1995      | ф | Судьба                               | Kismat                                                | Раджан                      |
| 1996      | с | Возвращение Сандокана                | Il ritorno di Sandokan                                | Сандокан                    |
| 1997      | с | Мы — ангелы                          | Noi siamo angeli                                      | Наполеон                    |
| 1997      | с | Рыцари правосудия                    | Team Knight Rider                                     | Аристотель Драго            |
| 1997      | ф | Запретная территория                 | Forbidden Territory: Stanley's Search for Livingstone | Кхамис Бин Абдулай          |
| 1998      | с | Семейный доктор                      | Un medico in famiglia                                 | Кабир                       |
| 1999      | с | Жизнь по-итальянски                  | Vivere                                                | Амир Ибрахим                |
| 1999      | ф | Расправа                             | Kohram                                                | бригадир Беди               |
| 2001      | ф | Король обезьян                       | The Lost Empire                                       | Фриар Санд                  |
| 2002      | ф | Горячее сердце                       | Kranti                                                | Махендра Пратап Рана        |
| 2002      | ф | Моё сердце принадлежит тебе          | Maine Dil Tujhko Diya                                 | Варма                       |
| 2002      | ф | Анита и я                            | Anita and Me                                          | Юти                         |
| 2003      | ф | В поисках возмездия                  | Talaash: The Hunt Begins                              | Чхоти Патхан                |
| 2003      | ф | Из воспоминаний                      | The Hero: Love Story of a Spy                         | Захариа                     |
| 2004      | ф | Священный амулет                     | Rudraksh                                              | Вед Пуджан                  |
| 2004      | ф | По воле рока                         | Kismat                                                | Радж Мали                   |
| 2004      | ф | Дорога туда и обратно                | A/R Andata + Ritorno                                  | Толстой                     |
| 2004      | ф | Я рядом с тобой!                     | Main Hoon Na                                          | Амерджи Бакши               |
| 2005      | ф | Неверная                             | Bewafaa                                               | Анжей Фатхер                |
| 2005      | ф | Тадж-Махал: Вечная история любви     | Taj Mahal: An Eternal Love Story                      | Шах Джахал-Олд              |
| 2009      | ф | Голубая бездна                       | Blue                                                  | капитан Джахат Мальхотра    |
| 2010      | ф | Воздушные змеи                       | Kites                                                 | Боб Гровер                  |
| 2010      | ф | Не знаю почему                       | Dunno Y Na Jaane Kyun                                 |                             |
| 2011      | ф | Встретились мы                       | Miley naa Miley hum                                   | Себхард Мехра               |
| 2012      | ф | Араваан                              | Aravaan (там.)                                        | Леон                        |
| 2015      | ф | Влюблённые                           | Dilwale                                               | Дев Малик                   |
| 2015      | ф |                                      | Anarkali (малаял.)                                    | Джаффер Имам                |
| 2016      | ф | Мохенджо-Даро                        | Mohenjo Daro                                          | Махам                       |
| 2017      | ф |                                      | Gautamiputra Satakarni (тел.)                         | Нахапана                    |
| 2017      | ф |                                      | The Broken Key (итал.)                                | Фарид аль Камар             |